# Pustá Dobrá
Zaniklá tvrz Pustá Dobrá s poplužním dvorem se nacházela jihovýchodně od zámku Lány v lese na místě dnešní myslivny Pustá Dobrá (také Pustinka). Roku 1530 patřila rytíři Jiřímu Dubskému z Nelahozevsi, dědictví přešlo na syna Jana Dubského z Nelahozevsi, který vše prodal rytíři Jiřímu Žejdlicovi ze Šenfeldu na Zvoleněvsi. Od té doby je Pustá Dobrá sloučena s Lány.